# Escudo balístico
Um escudo balístico, também chamado de escudo à prova de balas ou escudo antibalas, é um dispositivo de proteção implantado pela polícia, paramilitares e forças armadas projetado para parar ou desviar balas e outros projéteis disparados contra seu portador. Os escudos balísticos também protegem contra ameaças menos graves, como itens arremessados. Os escudos balísticos são semelhantes aos escudos anti-tumulto, mas oferecem maior proteção e são normalmente usados por unidades especiais ou em situações onde os escudos anti-tumulto não ofereceriam proteção adequada.

## Visão geral
Escudos pequenos o suficiente para serem carregados por uma única pessoa podem ser chamados de "escudos pessoais" e podem ser transportados em carros de polícia nos Estados Unidos como equipamento padrão. A utilização ou não de um escudo dependerá tanto da política como da situação individual. Pode ser política de uma força policial usar escudos apenas em situações defensivas, como estabelecer um perímetro e esperar por reforços, enquanto outras podem permitir seu uso em situações ofensivas, como paradas de trânsito de alto risco ou abordagem de um suspeito considerado perigoso.
Os recursos recomendados de escudos balísticos para a polícia incluem um sistema de transporte que permite mantê-lo por um longo prazo sem fadiga e a capacidade de recarregar uma arma enquanto segura o escudo e também dispará-la com precisão com uma mão. O transporte de um escudo balístico em uma mão limitará tanto os tipos de armas de fogo que podem ser usadas com a outra mão quanto certos métodos de tiro.

## Composição
Os escudos balísticos são semelhantes às placas de trajes de proteção em sua construção e são normalmente feitos de compostos plásticos reforçados com fibra, derivados de polietileno de altíssimo peso molecular ou aramida. Eles podem, como blindagem de cerâmica, incorporar uma camada de cerâmica em sua superfície externa para permitir-lhes derrotar balas perfurantes com núcleo de aço. Eles podem ter recursos como vidros à prova de balas, alças ambidestras e holofotes para uso noturno, e podem ser portáteis ou montados em estruturas com rodas. Eles variam em tamanho, sendo alguns projetados para proteger apenas a parte superior do tronco e outros projetados para proteger todo o corpo. Ao contrário de um colete balístico, os projéteis parados com sucesso por um escudo balístico não transferem trauma ou dor ao portador, pois são projetados para não entrarem em contato direto com o corpo.